# Retortillo de Soria
Retortillo de Soria – gmina w Hiszpanii, w prowincji Soria, w Kastylii i León, o powierzchni 172,77 km². W 2011 roku gmina liczyła 197 mieszkańców.